# WüSpace
WüSpace e.V. ist ein eingetragener, gemeinnütziger Verein mit Sitz in Würzburg, der Raumfahrtprojekte umsetzt. Dabei besteht der Verein zum größten Teil aus Studenten der Julius-Maximilians-Universität Würzburg. Der Verein ist Gründungsmitglied im Bundesverband studentischer Raumfahrt (BVSR).
Der Verein wurde im Jahr 2019 von Studierenden der Universität Würzburg gegründet, um das Projekt Daedalus 2 umzusetzen, welches Teil des REXUS-Programms war. Anfangs waren etwa 40 Studierende beteiligt. Mittlerweile hat der Verein über 100 Mitglieder.
Durch einen großen Anteil von Studierenden der Luft- und Raumfahrtinformatik und Informatik unterscheidet sich der Verein maßgeblich von vergleichbaren Gruppen im deutschsprachigen Raum, da bei WüSpace auch reine Softwareprojekte umgesetzt werden.

## Zusammenarbeit mit der Universität Würzburg
WüSpace arbeitet bei mehreren Projekten eng mit der Universität Würzburg zusammen, begünstigt wird dies durch den angesiedelten Studiengang Luft- und Raumfahrtinformatik. So hat der Verein etwa beim Projekt KI-SENS von 2022 bis 2024 gemeinsam mit der Raumfahrttechnik der Universität die KI-basierte Erkennung von Satelliten und Teilen davon untersucht. Hierbei wird auch eine Bahnbestimmung durchgeführt, durch die Vorhersagen zu zukünftigen Positionen möglich sind. Zu diesem Zweck existiert auf dem Universitätsgelände ein eigenes Teleskop. Über die Mitwirkung an Universitätsprojekten hinaus werden auch an der Universität entwickelte Technologien durch den Verein eingesetzt, so etwa das Betriebssystem RODOS auf dem Projekt Daedalus 2.

## Telestion
Das Projekt Telestion hat zum Ziel, eine quelloffene Software für Bodenstationen zu entwerfen. Die Software steht unter einer MIT-Lizenz und ist damit in vielen Fällen kostenfrei verwendbar.
Durch einen modularen Aufbau der Software ist diese für verschiedene Anwendungsszenarien einsetzbar.
Für die Software existieren eine umfangreiche Dokumentation sowie ein Dev-Blog.
Neben der Nutzung in vereinseigenen Projekten wie Daedalus 2 wurde Telestion beispielsweise an der Universität Würzburg im Rahmen des Virtual Mission Control Room Projekts eingesetzt.

## Ballonprojekte
Zu Zwecken der Ausbildung und der Technologieerprobung startet WüSpace in unregelmäßigen Abständen Stratosphärenballons. Dabei sind keine meteorologischen Instrumente an Bord, sondern verschiedene eigenentwickelte Hardware.
Im Jahr 2025 wurden dabei Funkkomponenten des Projekts S²OUTH getestet.

## Vergangene Projekte
- Daedalus 2 – Ein Nachfolgeprojekt von Daedalus, bei der eine Landekapsel durch Eigenrotation zum Abbremsen gebraucht werden soll. Durch die so erreichte Verlangsamung des freien Falls soll die Kapsel kontrollierter landen als durch einen Fallschirm. Das Experiment ist im April 2023 an Bord einer REXUS-Rakete in Kiruna gestartet.[2][15][16] Wüspace hat hier das erste Mal überhaupt Autorotation unter Weltraumbedingungen als alternative zu Fallschirmen getestet. Außerdem gab es eine Kooperation mit Riot Games. Hier wurde eine Held des Spiels League of Legends auf der Rakete mitgenommen. Das fand weltweit Interesse und wurde auch im Game Client angezeigt.[17]
- T-REX (Tracking Rocket EXperiments) – hierbei handelt es sich um ein optisches Trackingsystem zum filmen von Raketenstarts. Dies erfolgt autonom und soll der Fehleranalysen dienen.[18]
- KI-SENS – System zur KI-Erkennung von Kleinsatelliten und deren Bahnbestimmung, um zur Kollisionsvermeidung beizutragen. Das Vorhaben startete im Oktober 2022 und endete im Dezember 2024.[7]

## Mediale Aufmerksamkeit
WüSpace wird regelmäßig in lokalen und überregionalen Medien erwähnt, so etwa in der Mainpost im Rahmen des Daedalus 2 Projekts oder im Bayerischen Rundfunk zu einem Ballonstart des Projekts S²OUTH.
In Fachmedien ist WüSpace etwa in Veröffentlichungen des DLR oder der Zeitschrift der DGLR erschienen.

## Veranstaltungen
Im November 2023 hat WüSpace für den BVSR das Event „Liftoff“ ausgerichtet. Mit Unterstützung des ESA Business Incubation Center, Airbus und DLR wurden Studierende bundesweit in das Würzburger Technologie- und Gründerzentrum eingeladen, um über Startup-Gründung und Karriereeinstieg zu sprechen.
Gemeinsam mit der DGLR war WüSpace als Aussteller bei der ILA 2024 in Berlin vertreten.
Im Rahmen des Wacken Open Air 2025 ist WüSpace Aussteller im Space Camp.